# ロストフのディミトリー
ロストフのディミトリー（Dimitry of Rostov、ロシア語: Димитрий Ростовский、ウクライナ語: Димитрій Ростовський、1651年12月11日 – 1709年10月28日）は、フェオファン・プロコポーヴィチによる、ロシア正教会の皇帝教皇主義改革に対して反対に回った人物。
彼はいくつかの作品を著しており、その中で最も著名なものは『聖人たちの生活』（Четьи-Минеи）である。